# Sincérité
La sincérité est l'expression fidèle des sentiments réels, par la vérité. La sincérité peut être vue comme une vertu philosophique ou comme un risque pratique. On parle d'authenticité lorsqu'il s'agit de sincérité dans l'expression de notre être profond, au-delà de tout discours.

## Étymologie
Le terme de sincérité dérive, selon la plupart des dictionnaires, du latin sincerus dans le sens de propre, pur. Sincerus a pu, à une certaine époque, signifier « une seule pousse » (dans le sens : absence de mélange), en raison de sa formation de sin- (notion d'unité) et crescere (croître, dérivé de Cérès, divinité romaine des moissons). Le Dictionnaire encyclopédique Larousse fait remonter son origine à cere, qui veut dire « mêler », d'une racine indo-européenne qui se retrouve dans le verbe latin mis-cere, « mélanger », c'est-à-dire, mêler sens dessus-dessous. 
Une étymologie populaire fait remonter le latin sincerus à l'association sine et cera (sans cire). Les interprétations basées sur cette association sont rejetées par les dictionnaires d'étymologie. Cette étymologie populaire est également citée dans Forteresse digitale puis dans Le Symbole perdu de Dan Brown (l'auteur l'attribue cependant à l'italien plutôt qu'au latin).

## Philosophies orientales
Dans la tradition confucéenne, la sincérité (qu'on peut aussi traduire par honnêteté ou fidélité, chinois : chéng 誠 ; japonais : makoto 誠) est une vertu de clarté et de transparence dans les relations sociales. Le concept de chéng (誠) est particulièrement exposé dans deux classiques confucéens : Da Xue et Zhong Yong. Le terme implique l'identité entre les pensées et les paroles de la personne, mais également l'adéquation entre le ressenti interne et la hiérarchie sociale. Le terme japonais de makoto porte également le sens de loyauté chez le bushido.

### Vision islamique
Dans la religion musulmane, la 112e sourate du Coran a pour titre Al-Ikhlas, mot qui a pour signification habituelle « sincérité », « honnêteté », « crédibilité ». L’intention est la parole du cœur qui joue un rôle majeur, car elle peut élever une personne au niveau des gens sincères comme elle peut la rabaisser au plus bas. Certains Pieux Prédécesseurs (appelés « Salaf » dans la terminologie classique) disaient : « Le plus dur des combats que j’ai mené contre mon âme est lorsque j’ai voulu l’obliger à être sincère. ».

## Philosophies occidentales

### Vision aristotélitienne
Dans Éthique à Nicomaque, Aristote donne son analyse de la sincérité : Est sincère l'homme « qui reconnaît l’existence de ses qualités propres, sans y rien ajouter ni retrancher. » Aristote reconnait que la sincérité comme la fausseté peuvent être utilisées dans un but précis ou sans but, mais que le « véritable caractère [de tout homme] se révèle dans le langage, les actes et la façon de vivre, toutes les fois qu’il n’agit pas en vue d’une fin. » Il indique que la sincérité est une vertu noble, et que son contraire est méprisable.

### Vision kantienne
D'après Kant, la sincérité est un impératif. Il récuse tout droit au mensonge.

### Vision chrétienne
La vérité est considérée comme une valeur fondatrice : les disciples du Christ ont « revêtu l’homme nouveau créé selon Dieu dans la justice et la sainteté qui viennent de la vérité (Éphésiens 4.24). » La sincérité est une valeur évangélique chrétienne , allant très au-delà du commandement (« Tu ne témoigneras pas faussement contre ton prochain (Exode 20.16) »), puisque Jésus dans l'Evangile de Matthieu ainsi qu'une épitre de Jacques. vont jusqu'à interdire tout mensonge.
Le chrétien n’a pas à « rougir de rendre témoignage au Seigneur (2 Tm 1.8) » en acte et en parole. Le martyre est le suprême témoignage rendu à la vérité de la foi. La règle d’or aide à discerner, dans les situations concrètes, s’il convient ou non de révéler la vérité à celui qui la demande. Le respect de la réputation et de l’honneur des personnes interdit toute attitude ou toute parole de médisance ou de calomnie. Les confidences préjudiciables à autrui n’ont pas à être divulguées. Les secrets professionnels doivent être gardés. Le mensonge consiste à dire le faux avec l’intention de tromper le prochain. Une faute commise à l’encontre de la vérité demande réparation.

### Vision contemporaine
Sartre s'est penché sur la question de la sincérité et y consacre de nombreuses analyses dans L'être et le néant (Gallimard, 1943), notamment en rapport avec la mauvaise foi.
Yvon Belaval étudie la notion dans Le souci de sincérité (Gallimard, 1944). 
Vladimir Jankélévitch donnera un cours sur le sujet à la Sorbonne qu'il publiera par la suite dans Les vertus et l'amour I (Flammarion, 1986). 
Elsa Godart a élaboré une « métaphysique de la sincérité » dans La sincérité, ce que l'on dit, ce que l'on est (Larousse, 2008) où elle évoque, à la suite de saint Bernard et de Pascal le langage du cœur. Pour elle, « un cœur pur est un cœur sincère... Transparent à lui-même, un « cœur sans tache » et que rien d'étranger à lui-même ne vient perturber ». .
Charles Guérin Surville s'est également intéressé à ce sujet avec son long métrage La Sincérité en 2020, questionnant ce qui est le plus sincère entre la réalité et la fiction, ainsi que le lien entre la sincérité et la fragilité. En effet, tous les participants étant des non-acteurs, cela les rend sincères et crédibles.